# Понсонби, Уолтер, 7-й граф Бессборо
Уолтер Уильям Брабазон Понсонби, 7-й граф Бессборо (англ. Walter William Brabazon Ponsonby, 7th Earl of Bessborough; 13 августа 1821 — 24 февраля 1906) — англо-ирландский пэр и священнослужитель.

## Биография
Родился 13 августа 1821 года в Рохамптоне, графство Суррей, Англия. Пятый сын Джона Понсонби, 4-го графа Бессборо (1781—1847), и его жены, леди Мэри Фейн (1787—1834). Он получил образование в школе Харроу в Лондоне и Тринити-колледже Кембриджского университета, получив степень бакалавра искусств в 1840 году и степень магистра искусств в 1843 году.
В 1845 году Уолтер Понсонби был рукоположен в сан священника англиканской церкви. Исполнял обязанности настоятеля приходов (ректора) в Кэнфорд-Магна в графстве Уилтшир (1846—1869), Бир-Феррис в графстве Девон (1869—1875), Марстон-Биго в Сомерсете (1875—1880) и Статтоне в Саффолке (1880—1894).
11 марта 1895 года после смерти своего бездетного старшего брата, Фредерика Понсонби, 6-го графа Бессборо (1815—1895), Уолтер Понсонби унаследовал титулы 7-го графа Бессборо (Пэрство Ирландии), 8-го виконта Дунканнона из замка Дунканнона в графстве Уэксфорд (Пэрство Ирландии), 7-го барона Понсонби из Сайсонби в графстве Лестершир (Пэрство Соединённого королевства), 8-го барона Бессборо из Бессборо в графстве Килкенни (Пэрство Ирландии) и 4-го барона Дунканнона из Бессборо в графстве Килкенни (Пэрство Соединённого королевства), став членом Палаты лордов Великобритании.

## Семья
15 января 1850 года в Сент-Джеймсе, Вестминстер, Лондон, Уолдтер Понсонби женился на леди Луизе Сьюзен Корнуоллис Элиот (17 декабря 1825 — 15 января 1911), дочери Эдварда Гренвиля Элиота, 3-го графа Сент-Джерманс, и его жены леди Джемаймы Корнуоллис. У супругов было восемь детей:
- Эдвард Понсонби, 8-й граф Бессборо (1 марта 1851 — 1 декабря 1920), старший сын и преемник отца.
- Мэри Понсонби (ок. 1852 — 19 ноября 1949)
- Сирил Уолтер Понсонби (8 сентября 1853 — 29 ноября 1927), женат на Эмили Х. Эйр Аддингтон
- Гренвиль Понсонби (13 сентября 1854 — 24 февраля 1924), женат на Мэйбл Джексон
- Артур Корнуоллис Понсонби (8 января 1856 — 25 апреля 1918), женат на Кэтлин Еве Силлери
- Этель Джемайма Понсонби (8 апреля 1857 — 22 июня 1940), замужем за Джорджем Сомерсетом, 3-м бароном Регланом.
- Уолтер Джеральд Понсонби (31 июля 1859 — 28 апреля 1934)
- Сара Кэтлин Понсонби (? — 10 июня 1936), замужем за майором Чарльзом Ланселотом Эндрюсом Скиннером.

Лорд Бессборо скончался 24 февраля 1906 года в возрасте 84 лет на Экклстон-сквер, 38, Пимлико, Лондон, Англия. Он был похоронен 2 марта 1906 года в Пилтауне, графство Килкенни, Ирландия. Ему наследовал его старший сын Эдвард Понсонби, 8-й граф Бессборо.